# South New Castle
South New Castle es un borough ubicado en el condado de Lawrence en el estado estadounidense de Pensilvania. En el año 2000 tenía una población de 808 habitantes y una densidad poblacional de 919 personas por km².

## Geografía
South New Castle se encuentra ubicado en las coordenadas 40°58′32″N 80°20′41″O / 40.97556, -80.34472.

## Demografía
Según la Oficina del Censo en 2000 los ingresos medios por hogar en la localidad eran de $30,568 y los ingresos medios por familia eran $38,472. Los hombres tenían unos ingresos medios de $29,926 frente a los $20,781 para las mujeres. La renta per cápita para la localidad era de $15,095. Alrededor del 8.2% de la población estaba por debajo del umbral de pobreza.